# Оскар Свенссон
Оскар Свенссон (7 вересня 1995 , Фалун ) - шведський лижник, що спеціалізується на спринті. Переможець етапів Кубка світу.

## Життєпис
Оскар Свенссон народився 7 вересня 1995 року в шведському Фалуні, де розташований один із провідних лижних центрів країни. Крім тренувань швед навчався музики (гри на гітарі та вокалу) у школі, проте згодом зосередився на лижних перегонах.
Юніорська кар'єра склалася для шведа чудово: 2013 року на першості світу Оскар став бронзовим призером в естафеті, а рік по тому виборов срібло у спринті вільним стилем.
Завдяки успішним виступам на юніорському рівні молодий лижник дебютував на дорослих змаганнях. 1 березня 2014 року Свенссона внесли до складу національної збірної на етап Кубка світу в Лахті, де він посів 63-тє місце в спринті вільним стилем.
У сезоні 2016-2017 Оскар вперше потрапив на п'єдестал пошани на етапах Кубка світу, ставши другим у командному спринті. Місяць по тому Свенссон взяв участь у чемпіонаті світу. У своїх єдиних перегонах – спринті вільним стилем – шведський лижник завершив виступи на стадії чвертьфіналів.
2018 року Свенссон увійшов до складу збірної Швеції на Олімпійські ігри, де молодому лижнику вдалося проявити себе. Оскар вийшов у фінальні перегони спринтерського турніру класичним стилем і посів підсумкове 5-те місце.
9 січня 2021 року Оскар здобув свою першу перемогу на етапі Кубка світу: швед виграв спринтерські змагання, які проводились у рамках Тур де Скі в італійському Валь-ді-Ф'ємме. Для 25-річного лижника цей успіх також став дебютним п'єдесталом на Кубку світу. На домашніх етапах Кубка світу швед також виступив успішно: Свенссон посів друге місце у спринті класичним стилем на своїй малій батьківщині (у Фалуні), а в Ульрісегамні виграв спринт вільним стилем. На чемпіонаті світу в Оберстдорфі Оскар став шостим що в особистому, що в командному спринті, а у складі естафетної четвірки зупинився за крок від призового місця.

## Результати за кар'єру
Усі результати наведено за даними Міжнародної федерації лижного спорту.

### Олімпійські ігри
| Рік  | Вік | 15 км індивідуальні пер. | 30 км скіатлон | 50 км мас-старт | Спринт | 4 × 10 км естафета | Командна першість спринт |
| ---- | --- | ------------------------ | -------------- | --------------- | ------ | ------------------ | ------------------------ |
| 2018 | 22  | —                        | —              | —               | 5      | —                  | —                        |

### Чемпіонати світу
| Рік  | Вік | 15 км індивідуальні пер. | 30 км скіатлон | 50 км мас-старт | Спринт | 4 × 10 км естафета | Командна першість спринт |
| ---- | --- | ------------------------ | -------------- | --------------- | ------ | ------------------ | ------------------------ |
| 2017 | 21  | —                        | —              | —               | 19     | —                  | —                        |
| 2019 | 23  | —                        | 29             | —               | 10     | 5                  | 4                        |
| 2021 | 25  | —                        | —              | —               | 6      | 4                  | 6                        |

### Кубки світу

#### Підсумкові місця в Кубку світу за роками
| Сезон | Вік | Місце в дисципліні | Місце в дисципліні | Місце в дисципліні | Місце в дисципліні | Місце в Скі Тур | Місце в Скі Тур | Місце в Скі Тур | Місце в Скі Тур   | Місце в Скі Тур |
| Сезон | Вік | Загалом            | Дистанція          | Спринт             | Ю-23               | Nordic Opening  | Тур де Скі      | Скі Тур 2020    | Фінал Кубка світу | Скі Тур Канада  |
| ----- | --- | ------------------ | ------------------ | ------------------ | ------------------ | --------------- | --------------- | --------------- | ----------------- | --------------- |
| 2014  | 19  | НК                 | НК                 | НК                 | Н/Д                | —               | —               | Н/Д             | —                 | Н/Д             |
| 2015  | 20  | 145                | —                  | 89                 | 25                 | —               | —               | Н/Д             | Н/Д               | Н/Д             |
| 2016  | 21  | 52                 | 57                 | 23                 | 4                  | —               | 37              | Н/Д             | Н/Д               | 41              |
| 2017  | 22  | 43                 | 89                 | 18                 | 4                  | 47              | —               | Н/Д             | —                 | Н/Д             |
| 2018  | 23  | 31                 | 41                 | 18                 | 5                  | —               | 28              | Н/Д             | 18                | Н/Д             |
| 2019  | 24  | 32                 | 45                 | 16                 | Н/Д                | 49              | НФ              | Н/Д             | 19                | Н/Д             |
| 2020  | 25  | 45                 | НК                 | 14                 | Н/Д                | 58              | 39              | —               | Н/Д               | Н/Д             |
| 2021  | 26  | 10                 | 26                 | 4                  | Н/Д                | 54              | 16              | Н/Д             | Н/Д               | Н/Д             |

#### П'єдестали в особистих дисциплінах
- 2 перемоги – (1 КС, 1 ЕКС)
- 3 п'єдестали – (2 КС, 1 ЕКС)

| № | Сезон   | Дата          | Місце пров.            | Перегони        | Рівень           | Місце |
| - | ------- | ------------- | ---------------------- | --------------- | ---------------- | ----- |
| 1 | 2020–21 | 9 січня 2021  | Val di Fiemme (Італія) | 1,5 км спринт К | Етап Кубка світу | 1-ше  |
| 2 | 2020–21 | 31 січня 2021 | Фалун (Швеція)         | 1,4 км спринт К | Кубок світу      | 2-ге  |
| 3 | 2020–21 | 6 лютого 2021 | Ульрісегамн (Швеція)   | 1,5 км спринт В | Кубок світу      | 1-ше  |